# Scutulana pezata
Scutulana pezata là một loài chân đều trong họ Cirolanidae. Loài này được Bruce miêu tả khoa học năm 1996.